# Прикладка
При́кладка (лат. appositio), апози́ція — різновид означення, який називає ознаку предмета, яка виражена іменником, і водночас дає йому нову назву.

## Характеристика
Прикладка, як і означення взагалі, відповідає на питання який?: Освітлений вогнями, підходить пароплав (який?) «Тарас Шевченко» (О. Довженко). Проте за прикладку можна використати і власну назву, пропустивши, замінивши нею слово-означення: Освітлений вогнями, підходить «Тарас Шевченко». У першому реченні підметом виступає слово пароплав, а в другому — «Тарас Шевченко», яке в попередньому було прикладкою.
У лапки беруться й не змінюються лише ті прикладки, що означають власні назви газет, журналів, творів, заводів, підприємств (без слова «імені»), пароплавів, колективів тощо: Я на палубі пароплава «Некрасов» (О. Довженко). Ніякої робітничої маси в організаціях «Гарт» і «Плуг» не було і ще довгенько не буде (М. Хвильовий).
Якщо така прикладка вживається як самостійна назва (тобто без означуваного слова), то вона так само береться в лапки, але відмінюється: Вважаючи боротьбу між: «Гартом» і «Плугом» за недоцільну, ми в той же час стверджуємо: молоде мистецтво може вигартуватись тільки в процесі баталій по художніх установках (М. Хвильовий).
Інші прикладки в лапки не беруться і зазвичай узгоджуються з означуваним словом — принаймні у відмінку. Не беруться в лапки й назви транспортних (зокрема, автобусних та залізничних) маршрутів: автобус Київ — Черкаси, поїзд Київ — Харків.
Якщо спочатку йде слово з широким (родовим) значенням, а потім — із вузьким (видовим чи одиничним), то прикладка пишеться окремо, якщо ж навпаки — то через дефіс: ріка Дніпро і Дніпро-ріка, озеро Світязь і Світязь-озеро, трава звіробій і звіробій-трава, птах ворон і ворон-птах. Однак терміни на зразок гриб-паразит, жук-короїд, льон-довгунець, заєць-русак пишуться через дефіс (хоч тут спочатку широка, а потім вузька назва).
У випадках, коли не можна встановити, яке значення ширше, а яке вужче, прикладка, як правило, пишеться через дефіс: учитель-фізик і фізик-учитель, відповідь-репліка і репліка-відповідь, механік-водій і водій-механік.
Проте окремо пишуться прикладки у висловах на зразок красуня дівчина, жаднюга вовк, у яких перший іменник має суто означальне значення. Але й у цих випадках допустиме написання прикладок через дефіс: Наперед вийшов велетень-рибалка, він ніс жмут мотуззя (Ю. Яновський). Тоді загорілися іскри в чорних очах красеня-юнака (І. Ле).
Іноді прикладка до означуваного слова приєднується за допомогою пояснювального сполучника «як». Така прикладка комами не виділяється: Шевченко як поет відомий у всьому світі (можна сказати: Шевченко-поет).
Прикладка з пояснювальним сполучником як виділяється комами з обох боків лише тоді, коли вона має причинний відтінок: Кривинський, як посередник, вийшов наперед громади (Панас Мирний). Тут прикладка як посередник вказує на причину, чому Кривинський вийшов наперед громади (бо він був посередником).
Відмінки прикладок (за винятком назв станцій, портів), у розмовному стилі, зазвичай узгоджуються з означуваним словом: річка Буг, річки Бугу, річкою Бугом, у річці Бузі; озеро Світязь, озера Світязя, в озері Світязі; гора Говерла, гори Говерли, за горою Говерлою; трава полин, трави полину, травою полином; заєць-біляк, зайця-біляка; але: на станції Жмеринка, за станцією Жмеринка і подібне[джерело?].
У діловій, військовій та науковій (енциклопедіях) мові власні назви топонімів постійно стоять у формі називного відмінка, незалежно від форми означуваного іменника: у селі Черників (розмовно: у селі Черникові), за річкою Ірпінь (розмовно: за річкою Ірпенем), на горі Близниця (розмовно: на горі Близниці)[джерело?].

## Відокремлені прикладки
Відокремлена прикладка — це іменниковий зворот, який виступає в реченні як різновид означення.
Відокремлюється комами, якщо:
- стоїть після означуваного слова, виражається іменником (здебільшого власною назвою): Навкруги чорне страшне море, безодня води і гніву.
- стосується особового займенника: Далеко за синім морем на чужій чужині гинули вони, безталанні шукачі щастя.
- стоїть перед означуваним іменником і має відтінок обставини: Чудовий піаніст, Лисенко надзвичайно точно й художньо передав твори Шопена, Шумана, Ліста.
- приєднується словами або, на ім'я, на прізвище, родом, походженням, на ймення, так званий, як-от, а саме, тобто, або (тобто), чи (тобто), наприклад, зокрема, особливо та ін.: Людський хлопець, дядька Лева небіж, Лукаш на імення.
- приєднується сполучником як і має відтінок причини. Таке відокремлення не залежить від місця прикладки в реченні: Як сестра, схилилась над тобою невтомна подруга, сувора творчість.

Не відокремлюються прикладки, які разом зі словом як указують на інші додаткові відтінки або мають значення «в ролі кого, чого»: Ліс зустрів мене як друга.
Відокремлені прикладки відділяються тире (—):
- якщо вони стоять у кінці речення й перед ними можна, не змінюючи змісту, вставити слова «а саме»: У хаті є ще у нього дві дівчини — Домаха й Меланка.
- якщо поширені прикладки вже мають у своєму складі розділові знаки: Мати — ставна, смаглява гречанка, що була ніби старшою сестрою Ользі, — сама ув'язувала вузли, коли дівчата зайшли до хати.